# Сігер (король Ессексу)
Сігер (давн-англ. Sighere; ? — 689) — король Ессексу в 664—689 роках, Кенту у 687—689 роках.

## Життєпис
Походив з династії Есквінінгів. Син Сігеберта I, короля Ессексу. Про дату народження і молоді роки нічого невідомо.
У 664 році після смерті Світґельма під час епідемії невідомої хвороби (тоді називали мором) королем Ессексу став його Сігер разом зі стрийком Себбі. Втім останній виявився в підлеглому стані.
Зійшовши на трон, Сігер зневірився в могутності християнського Бога, який не зміг захистити Британію від мору, і повернувся до поклоніння ідолам, і сакси переважно наслідували свого короля. Проте Себбі відмовився повертатися до поганства. Це викликало невдоволення Сігера.
Обидва королі стали шукати союзників поза Ессексом: Сігер отримав підтримку королівства Вессекс, а Себбі — Мерсії. Вульфхер, мерсійський король, рушив проти Ессексу, отримавши допомогу від Себбі. У 665 році Сігер зазнав поразки й був змушений визнати себе васалом Вульфхера.
Король Мерсії спрямував єпископа Ярумана повернути підданців Сігера до християнства. Яруман досяг значного успіху завдяки своїм проповідям. Вульфхер наполіг на тому, щоб Сігер знову хрестився та одружився з його небогою Осіт.
У 673 році Сігер кинув дружину і втік у Північний Елмхем під заступництво єпископа Бедувіна. Після смерті Вульфхера 675 року Сігер повернувся до Ессексу, який незабаром потрапив під вплив Вессексу.
У 687 році Сігер разом з Себбі та Кедваллою, королем Мерсії, брав участь у поході проти королівства Кент. Вважається, що Сігер став королем Кенту, оскільки збереглася хартія Сігера, в якій його названо королем Кенту. На думку дослідників панував разом з королем Мулом з Вессексу.
Після смерті Сігера в 689 році одноосібним володарем Ессекса став Себбі, в той час як Кент виявився розділений на частини між родичами Себбі та представниками місцевої королівської династії.

## Родина
Дружина — Осіта, донька Фрітувольд, підкороль Суррея
Діти:
- Оффа, король у 709—715 роках